# Уфимская делегация
Уфимская делегация — группа членов Центрального комитета Партии социалистов-революционеров (ПСР), которые в 1919 г. пошли на сотрудничество с большевиками.
После освобождения Уфы от войск Колчака Красной армией в июне 1919 г. оставшаяся в городе группа членов ЦК партии эсеров (В. К. Вольский, К. С. Буревой, Н. И. Ракитников, Л. А. Либерман, И. Н. Смирнов и другие) начала переговоры с Уфимским ревкомом о совместных действиях против Колчака. Ревком запросил об этом руководство РКП(б); в ответе на запрос Ленин и Свердлов поддержали идею переговоров. Но ЦК ПСР отрицательно отнесся к идее переговоров и квалифицировал действия уфимской делегации как предательство по отношению к партии. Тем не менее, уфимская делегация не отказалась от своей позиции и образовала группу «Народ» (по названию издававшейся ею газеты).
В августе 1919 г. эта группа обратилась к членам ПСР с письмом, осуждавшим тактику ЦК ПСР в отношении Советской власти и борьбу на два фронта, приводящую к выступлениям против большевиков. В обращении указывалось: «Октябрьский переворот выбил партию из её передовой позиции и бросил её вправо. С этого переворота большевики стали во главе революционного движения, они повели революцию по пути осуществления её социальных задач». Члены группы «Народ» настаивали на полном отказе от вооруженной борьбы с большевиками, ссылаясь на опыт Комуча, который, по их мнению, показал, что такая борьба «неизбежно послужит торжеству реакции».
15 октября 1919 г. группы «Народ» подала в Совет обороны РСФСР заявление о том, что принимает активное участие в защите революции, призывает своих сторонников вступить в Красную армию, мобилизует часть своих членов на военную работу и просит Совет обороны оказать содействие посылаемым на фронт. 17 октября группа опубликовала «Письмо к Центральному Комитету партии социалистов-революционеров», в котором требовала немедленного ответа на вопрос: «Что будет делать партия с.-р. и её руководящие органы? Станет ли она в ряды борющихся отрядов Красной Армии… или подобно Пилату отойдет в сторону и будет со стороны наблюдать, как вершится гнусное дело расправы с революцией?».
В конце октября ЦК ПСР постановил распустить группу «Народ», а её лидерам было сделано последнее предупреждение с угрозой исключения из партии. Однако группа отказалась выполнить решение о своем роспуске и заявила, что выходит из партии, оставляя за собой право апеллировать к ближайшему партийному съезду. Она приняла название Меньшинство партии социалистов-революционеров (МПСР). Николаевская, Вологодская, Херсонская, Уфимская и другие организации ПСР присоединились к платформе группы; в других организациях партии произошел раскол.
В Красной армии был создан отдельный отряд МПСР. В выступлениях Вольского и Буревого на VII и VIII Всероссийских Съездах Советов в декабре 1919-го и декабре 1920 г. говорилось о необходимости привлечения к советской власти всей демократии, пересмотра функций ЧК, пересмотра положений Конституции РСФСР (ввод положений о всеобщем избирательном праве, праве слова для трудящихся, праве свободы печати, собраний, гарантий от внесудебных расправ для трудящихся, предоставления свободы действий тем социальным и политическим партиям, которые не ведут борьбу против Советской власти).
После Кронштадтского мятежа в марте 1921 г. отряд МПСР в Красной армии был распущен. Во время Кронштадтского мятежа по инициативе члена Центрального бюро МПСР М. А. Гинзбурга был создан «Политцентр» как якобы будущее правительство, в который вошли два члена ЦБ МПСР, в том числе Вольский. Другие члены ЦБ предложили исключить Вольского из МПСР и провести партийное следствие по делу «Политцентра». Большинство МПСР отклонило их предложение и тогда Ф. Коган-Бернштейн, В. Семенов, О. Затейщиков, Л. Декатова, Н. Смирнов и К. Буревой заявили о выходе из организации и издали 16 февраля 1922 г. «обращение о самороспуске». «Диктатура РКП,— писали участники „меньшинства МПСР“,— исключала всякую возможность осуществления задач МПСР. Репрессии и преследования МПСР на местах и в центре … внутри организации развились авантюристические настроения…».
В марте 1922 г., ГПУ раскрыло «Политцентр», изъяв в ходе обысков и арестов в том числе материал партийного следствия. В результате всех этих событий к началу 1923 г. МПСР прекратило своё существование. Многие члены группы впоследствии вступили в РКП(б).